# The Bad Man
The Bad Man és un western estatunidenc dirigit per Richard Thorpe i estrenada el 1941. És un remake de The Bad Man (1930) de Clarence G. Badger estrenada el 1930.

## Argument[1]
Lionel Barrymore i Ronald Reagan fan, respectivament, de l'avi Henry Jones i del seu net Gil Jones, dos propietaris d'un ranxo mexicà, el The Bad Man. Lopez és un bandit que roba bestiar al ranxo de Gil. Però Lucia ha tornat de Nova York i Gil és feliç fins que coneix el seu marit, Morgan, un home de negocis de Manhattan. Morgan vol comprar el ranxo abans l'execució d'una hipoteca, i Gil està decidit a vendre, però Lopez apareix amb els seus homes i els captura a tots. Lopez té la seva pròpia llei, feta amb un 44 - i planeja resoldre-ho tot segons la seva visió de la vida.

## Repartiment
- Wallace Beery: Pancho Lopez
- Lionel Barrymore: Oncle Henry Jones
- Laraine Day: Lucia Pell
- Ronald Reagan: Gilbert 'Gil' Jones
- Henry Travers: Mr. Jasper Hardy
- Chris-Pin Martin: Pedro
- Tom Conway: Morgan Pell
- Chill Wills: 'Red' Giddings
- Nydia Westman: Angela Hardy
- Charles Stevens: Venustiano